# Кирей (Алтайский край)
Кирей — село в Кулундинском районе Алтайского края. В составе Мирабилитского сельсовета.

## История
Основано в 1880 году. В 1928 г. аул Кирей состоял из 73 хозяйств, центр Кирейского сельсовета Ключевского района Славгородского округа Сибирского края. Колхоз имени Джамбула.

## Население
В 1928 году в ауле проживало 363 человека (196 мужчин и 167 женщин), основное население — русские. По переписи 1959 г. в селе проживало 359 человек (186 мужчин и 173 женщины).
| 1997 | 1998 | 1999 | 2000 | 2001 | 2002 | 2003 |
| ---- | ---- | ---- | ---- | ---- | ---- | ---- |
| 346  | ↗361 | ↗390 | ↘386 | ↗394 | ↘347 | ↘329 |
| 2004 | 2005 | 2006 | 2007 | 2008 | 2009 | 2010 |
| ↗332 | ↘318 | ↘271 | ↘260 | ↘250 | ↗257 | ↗267 |
| 2011 | 2012 | 2013 |      |      |      |      |
| ↗269 | ↘263 | ↗265 |      |      |      |      |

## Образование
В селе, существующем на данном месте с 1916 года, действует уникальная для России Каракульская неполная школа, со дня образования которой в 1920-х годах все предметы преподаются только на казахском языке. Коллектив школы более четырнадцати лет работает по казахстанской программе «Атамекен», поддерживается Павлодарским областным департаментом образования.